# Typ androidalny miednicy
Typ androidalny (męski) – w anatomii człowieka typ miednicy, w którym płaszczyzna wchodu ma kształt trójkąta, wierzchołkiem zwróconego do spojenia łonowego. Przednia część miednicy jest wąska, a tylna szeroka. Wcięcie kulszowe jest dość wąskie. Kość krzyżowa jest płaska i nachylona ku przodowi, a jej koniec znajduje się w pobliżu kolców kulszowych. Łuk łonowy jest ostry i wydłużony. Miednica jest głęboka, a jej kości masywne. Tego typu miednica źle rokuje dla porodu drogami i siłami natury.